# Mörk lövkastare
Mörk lövkastare (Sclerurus obscurior) är en fågel i familjen ugnfåglar inom ordningen tättingar. Den betraktas ofta som en underart till roststrupig lövkastare (S. mexicanus).

## Utbredning och systematik
Mörk lövkastare delas in i sex underarter med följande utbredning:
- S. o. andinus – östra Panama och norra Colombia till västra Guyana
- S. o. obscurior – västra Colombia och västra Ecuador
- S. o. peruvianus – västra Amazonområdet
- S. o. macconnelli – Guyanaregionen och norra Brasilien
- S. o. bahiae – östra Brasilien

Tidigare behandlades den som en del av roststrupig lövkastare (S. mexicanus).

## Status
IUCN erkänner den inte som art, varför den inte placeras i någon hotkategori.